# Соу, Али
Али Соу (англ. Ali Sowe) — гамбийский футболист, нападающий клуба «Ризеспор» и сборной Гамбии.

## Клубная карьера
Родился 14 июня 1994 года в городе Банжул. Воспитанник юношеской команды итальянского футбольного клуба «Кьево».
Во взрослом футболе дебютировал в 2012 году выступлениями за «Кьево», в котором провёл один сезон, после чего оставаясь на контракте на протяжении шести лет играл за другие клубы на правах аренды.
В течение 2013—2014 годов защищал цвета клуба «Юве Стабия» из серии В.
Своей игрой за последнюю команду привлёк внимание представителей тренерского штаба клуба «Пескара» также из серии B, к составу которого присоединился в 2014 году, отыграл один сезон.
В течение 2015 года защищал цвета клуба «Латина».
В том же году заключил контракт с клубом «Модена», в составе которого провёл следующий год своей карьеры.
Впоследствии с 2016 по 2017 год играл в составе клубов «Лечче» и «Прато».
В 2017 году часть сезона защищал цвета клуба «Вибонезе». В его составе был одним из главных бомбардиров команды, имея среднюю результативность на уровне 0,38 гола за игру первенства.
В том же, 2017, году перешёл в албанский клуб «Скендербеу». В его составе стал чемпионом Албании, а также лучшим бомбардиром чемпионата.
В 2018 году присоединился к болгарскому клубу ЦСКА (София), после недолгой аренды подписал контракт с клубом, став основным нападающим клуба.
В 2021 году на правах аренды с правом выкупа перешёл в российский клуб «Ростов». В первой же официальной игре в чемпионате России отметился дублем в ворота действующего чемпиона страны — «Зенита».
Летом 2021 года получил тяжёлую травму мышц и выбыл не менее чем на 5 месяцев.

## Выступления за сборную
В 2011 году дебютировал в официальных матчах в составе национальной сборной Гамбии, до 2013 года сыграл за сборную в 5 матчах, следующий вызов в национальную сборную получил в 2018 году, сыграл за сборную ещё в двух матчах.

### Матчи и голы за сборную
| Матчи и голы Соу за сборную Гамбии | Матчи и голы Соу за сборную Гамбии | Матчи и голы Соу за сборную Гамбии | Матчи и голы Соу за сборную Гамбии | Матчи и голы Соу за сборную Гамбии | Матчи и голы Соу за сборную Гамбии |
| №                                  | Дата                               | Оппонент                           | Счёт                               | Голы                               | Соревнование                       |
| ---------------------------------- | ---------------------------------- | ---------------------------------- | ---------------------------------- | ---------------------------------- | ---------------------------------- |
| 1                                  | 10 августа 2011                    | ДР Конго                           | 3:0                                | —                                  | Товарищеский матч                  |
| 2                                  | 10 июня 2012                       | Танзания                           | 1:2                                | —                                  | Отборочные матчи ЧМ-2014           |
| 3                                  | 15 июня 2012                       | Алжир                              | 1:4                                | —                                  | Отборочные матчи ЧМ-2014           |
| 4                                  | 8 июня 2013                        | Кот-д’Ивуар                        | 0:3                                | —                                  | Отборочные матчи ЧМ-2014           |
| 5                                  | 15 июня 2013                       | Марокко                            | 0:2                                | —                                  | Отборочные матчи ЧМ-2014           |
| 6                                  | 16 октября 2018                    | Того                               | 0:1                                | —                                  | Отборочные матчи КАН-2019          |
| 7                                  | 9 октября 2019                     | Джибути                            | 1:1                                | —                                  | Отборочные матчи КАН-2021          |

Итого: 7 матчей / 0 голов; 1 победа, 1 ничья, 5 поражений.

## Титулы и достижения

### Командные
- Обладатель Кубка Албании (1):

«Скендербеу»: 2017-2018
- Чемпион Албании (1):

«Скендербеу»: 2017-2018

### Личные
- Игрок года в Албании: 2017
- Лучший бомбардир чемпионата Албании: 2017—2018